# Celine Song
Celine Song (em coreano:  셀린 송; 1988) é uma cineasta, dramaturga e roteirista sul-coreana-canadense que mora nos Estados Unidos. Entre suas peças estão Endlings e The Seagull on The Sims 4. Sua estreia na direção no cinema, Past Lives, foi indicada para Melhor Filme e Melhor Roteiro Original no 96º Oscar.

## Infância e educação
Song nasceu na Coreia do Sul. Seus pais, ambos artistas, mudaram-se com a família para Markham, Ontário, Canadá quando ela tinha 12 anos. Seu pai, Song Neung-han, é cineasta.
Song frequentou a Queen's University em Ontário para obter seu diploma de graduação e estudou psicologia, antes de receber seu mestrado em dramaturgia pela Universidade Columbia em Nova Iorque em 2014.

## Carreira
A peça Endlings, de Song, estreou em 2019 no American Repertory Theatre. A exibição off-Broadway do show estreou em março de 2020 no New York Theatre Workshop, mas foi interrompida devido à pandemia de COVID-19. O programa conta a história de três mulheres coreanas mais velhas, haenyeos, e de uma escritora coreano-canadense que mora em Nova York. Em uma crítica mista, Alexandra Schwartz, do The New Yorker, descreveu Endlings como "duas obras aproximadamente unidas: uma peça tradicional que busca retratar a vida das pessoas e um exame metaficcional das próprias motivações do dramaturgo, que flerta com honestidade antes de trilhar um caminho solipsista sem retorno."
Em novembro de 2020, Song dirigiu uma produção ao vivo de The Seagull de Anton Tchekhov usando The Sims 4 na Twitch para o New York Theatre Workshop, chamada The Seagull on The Sims 4. Em uma crítica para o Vulture, Helen Shaw elogiou a peça experimental: "Acho que a peça-jogo/jogo-peça de Song conseguiu o truque ao capturar a experiência não de ir a um show, mas de trabalhar em um. Por sua insistência, os espectadores trouxeram a qualidade da atenção que vem com a colaboração, e que parecia um motor agitado sob tudo, tentando impulsionar o show. Seu primeiro trabalho como roteirista de televisão foi como redatora da primeira temporada de The Wheel of Time, da Amazon.
Song escreveu o roteiro de Past Lives, sua estreia na direção, sobre dois amigos de infância que mais tarde se reencontram quando adultos (retratados por Greta Lee e Teo Yoo). O filme foi produzido pela A24 e estreou no Festival de Cinema de Sundance em 21 de janeiro de 2023. Benjamin Lee, do The Guardian, avaliou-o com 4/5 estrelas e elogiou o trabalho de Song: "como escritora, Song consegue mantê-la diálogo incrivelmente leve e econômico enquanto diretora, ela captura ambas as cidades de maneira confiante e evocativa com uma amplitude que desmente sua inexperiência. É um filme lindo e transportador, mas feito com os dois pés firmemente no chão". Richard Lawson, da Vanity Fair, saudou o filme como "discreto, mas vasto em sua consideração das lentas mudanças da vida, do passado sempre sussurrando para o presente. O filme é uma estreia tão auspiciosa quanto se pode esperar ver em Sundance, o anúncio de uma cineasta confiante em seu ofício e generosa de coração". Alissa Wilkinson, da Vox, disse que Past Lives deveria ser "um dos filmes mais comentados de 2023". Seu filme foi comparado aos de Richard Linklater, Woody Allen e Noah Baumbach. O filme recebeu muitos elogios, incluindo indicações para Melhor Filme e Melhor Roteiro Original no 96º Oscar.